# Funny Face (musical)
Funny Face is een musical met muziek van George Gershwin en teksten van Ira Gershwin gebaseerd op een verhaal van Fred Thompson en Paul Gerard Smith. De productie was in handen van Alex A. Aarons en Vinton Freedley. De première was op 22 november 1927 in het Alvin Theatre op Broadway, New York. Het is een van de meest succesvolle musicals van de gebroeders Gershwin.

## Verhaal
De geschiedenis speelt zich af op een niet nader aangeduide plaats in de jaren twintig van de 20e eeuw.
Jimmy Reeve, de wettelijke voogd van Frankie, staat erop dat haar parels in een safe worden bewaard. Frankie wil dit niet en schakelt haar vriend Peter in om de parels te bemachtigen. Tegelijkertijd zijn Dugsie en Herbert, twee komische bandieten, erop uit de parels te stelen.
Frankie krijgt, na een hele hoop verwikkelingen, ten slotte haar parels en de man van haar hart.

## Cast
- Fred Astaire (Jimmy)
- Adele Astaire (Frankie, vriendin van Peter)
- Allen Kearns (Peter, vriend van Frankie)
- Victor Moore (Herbert, bandiet)
- William Kent (Dugsie, bandiet))
- Betty Compton (Dora)

## Songs

### Act 1
Openingsmuziek: We’re All A Worry en All Agog
- When You’re Single
- Those Eyes
- Birthday Party
- High Hat
- Let’s Kiss And Make Up
- Funny Face
- 'S Wonderful
- The World Is Mine

Finale: Come Along en Let’s Gamble

### Act 2
Opening: If You Will Take Our Tip
- He Loves And She Loves
- The Finest Of The Finest
- My One And Only
- Tell The Doc
- Sing A Little Song
- In The Swim
- The Babbitt And The Bromide
- Dance Alone With You

### Niet gebruikt
- How Long Has This Been Going On
- Once
- Acrobats
- Aviator
- When You Smile
- Dancing Hour
- Blue Hullabaloo

De vetgedrukte songs zijn de grote hits uit de musical die door tal van jazzmusici vertolkt zijn.

## Bijzonderheden
- Er is behoorlijk aan de tekst gesleuteld. Robert Benchley, een van de auteurs van het oorspronkelijke tekstboek, werd na een mislukte try-out, vervangen door Paul Gerard Smith, die uiteindelijk samen met Fred Thompson het script voor de musical heeft geschreven. Een behoorlijk dun verhaal, kenmerkend voor veel musicals uit die tijd, die gedragen werden door de hoge kwaliteit van de songs van George en Ira Gershwin. De musical leverde maar liefst acht grote hits op.
- Er waren 244 voorstellingen.
- Dertig jaar later -1957- werd Funny Face door regisseur Stanley Donen verfilmd. Opnieuw met Fred Astaire, inmiddels 57 jaar, in de hoofdrol maar met een andere vrouwelijke tegenspeler namelijk Audrey Hepburn. De film heeft een compleet ander verhaal en gebruikt slechts vier songs uit de musical. In tegenstelling tot de musical (van 1927), is de film uit 1957 commercieel gezien geflopt.